# Greg Kelser
Gregory Kelser, detto Greg (Panama City, 17 settembre 1957), è un ex cestista statunitense, professionista nella NBA.

## Carriera
Venne selezionato dai Detroit Pistons al primo giro del Draft NBA 1979 (4ª scelta assoluta).

## Palmarès
- Campione NCAA (1979)
- NCAA AP All-America Third Team (1979)